# Private Banking
Персональне банківське обслуговування, Private Banking — банківські, інвестиційні та інші фінансові послуги для заможних фізичних осіб, які передбачають здійснення операцій з грошима клієнта, що зберігають і збільшують його власність. В англомовних країнах також відоме як wealth management, тобто управління приватним капіталом. Часто private banking включає в себе консультаційні послуги.